# Ulrich Grun

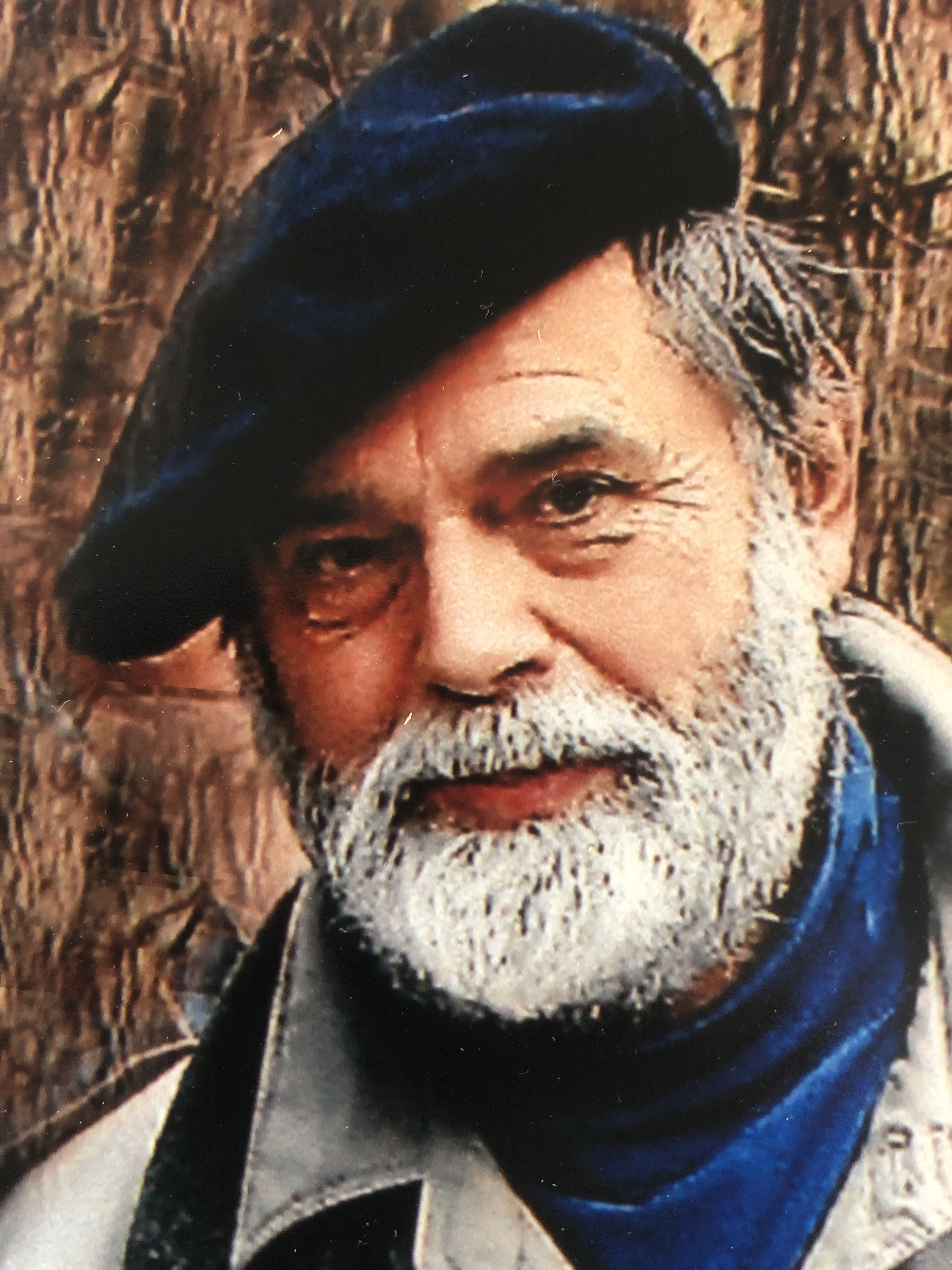
Ulrich Grun (2008)

Ulrich Grun (* 23. Februar 1937 in Brilon; † 4. März 2017 in Rüthen), in Publikationen auch Grun-Ditz, war ein deutscher Lehrer, Heimatforscher und (Kunst-)Historiker.

## Leben
Nach dem Abitur am Gymnasium Petrinum in Brilon studierte Grun die Fächer Geschichte, Kunstgeschichte und Germanistik an den Universitäten Köln, Bonn und Würzburg und legte das Staatsexamen ab.
Beruflich war er als Lehrer am Friedrich-Spee-Gymnasium in Rüthen tätig. Daneben forschte er vor allem zur Geschichte und Kunstgeschichte Westfalens; anfangs insbesondere in Zusammenarbeit und im fachlichen Austausch mit Eberhard Henneböle, dessen Sagensammlung er schließlich vollenden konnte, später auch in Zusammenarbeit bzw. im Austausch mit Peter Kracht, Philipp R. Hömberg, Hans-Joachim Behr und Wilfried Reininghaus.
Auf Gruns archivalische Forschungen zurück gehen unter anderem die korrekten Nachweise des Geburtsorts von Franz Wilhelm Rabaliatti und der ersten Zunftordnung für Steinmetze und Maurer im Herzogtum Westfalen.; nämliches gilt für die erste urkundliche Erwähnung Kneblinghausens sowie die Entdeckung der ältesten Darstellungen von Rüthen und Kneblinghausen.
Gruns pädagogisches Bestreben galt insbesondere der Vermittlung historischer Zusammenhänge in breiteren Bevölkerungsschichten: So kuratierte er – als Vorsitzender des Kulturrings Rüthen – etwa sechzehn Ausstellungen zu (kunst-)historischen Themen – unter anderen zu Eduard Bufé, Friedrich-Adolf Sauer und Eberhard Henneböle -, gründete 1978 den Heimatgeschichtlichen Arbeitskreis und initiierte eine der ersten strukturierten Stadtführerausbildungen im Kreis Soest. Als Heimatpfleger und wissenschaftlicher Berater städtischer Institutionen, besonders im Raum Rüthen, war er zudem federführend für die historische Begründung respektive Belegung von Straßennamen und Stadtwappen zuständig sowie für die öffentliche Ausschilderung und Einbindung von Denkmälern ins jeweilige Ortsbild, so beispielsweise auch bei der Anlage des Rüthener Hexenturms als Museum und Gedenkort in Zusammenarbeit mit der NRW-Stiftung und dem Wissenschaftler Wilfried Stichmann.
Daneben entwarf oder restaurierte Grun zuweilen Inneneinrichtungen, wie z. B. Türen, Treppengeländer, Teppiche und anderes, wobei er stets den Bezug zu historischen Kontexten suchte und berücksichtigte.

## Ausstellungen (Auswahl)
Ausstellungen, die von Grun kuratiert bzw. begleitet wurden:
- Porträt-Ausstellung: Rüthen und das Herzogtum Westfalen (1982)[28]
- Historische Stadtansichten (1983)[29]
- Lobetag in Rüthen
- Kirchen, Schulen und Ämter (Schwerpunkt: Friedrich Adolf Sauer) (1990)[30]
- Eduard Bufé – Architektur (Brilon 1991)[31]
- Eduard Bufé - der Maler (Rüthen, 2002)[32]
- Eduard Bufé - der Architekt (Rüthen, 2003)[33]
- Eberhard Henneböle (1991)[34]
- Adolf Kolping in Westfalen (2002)[35]

## Publikationen (Auswahl)

### Monografien
- Rüthen – Bilder aus vergangenen Tagen, Reihe: Quellen und Beiträge aus dem Rüthener Quartier, Nr. 1, Horb am Neckar 1988, ISBN 978-3-89264-200-8.
- 125 Jahre Schützenverein St. Georg Westereiden – 1859–1984 (Festschrift), Lippstadt 1984
- St. Pankratius Hoinkhausen, München 1991
- u. a.: 1072-1997 Nieder- und Oberbergheim. Beiträge zur Dorfgeschichte, 1997
- mit Heribert Schlüter: Meiste und Kneblinghausen – Häuser und ihre Bewohner in den vergangenen Jahrhunderten (= Quellen und Beiträge aus dem Rüthener Quartier, Nr. 2), Paderborn 2001[36]
- Das Haarmännchen. Sagen aus der Region um Haar und Möhne (= Quellen und Beiträge aus dem Rüthener Quartier, Nr. 3). Horb am Neckar 2007, ISBN 978-3-86595-229-5

### Aufsätze
- Unbekanntes Stadtbild Rüthens aus dem Jahre 1753, in: 25 Jahre Volksbank Rüthen (Festschrift), Rüthen 1978
- Kneblinghausen um 1725, in: 275 Jahre St. Nikolaus-Schützenbruderschaft Kneblinghausen e.V. 1705–1980 (Festschrift), S. 12
- Der große „Brilonisch und Rudisch Holtzstreit“ von 1569, in: Bürgerschaft der Stadt Brilon (Hrsg.): Briloner Schnadezug, Brilon 1980
- Stadt ist keine Abbruch-Firma, in: Der Patriot, Lippstadt, 9. August 1980, ZDB-ID 1023664-8
- Lobetag in der Bergstadt Rüthen, in: Westfälische Rundschau, 20. Juni 1981, ZDB-ID 1048543-0, Nr. 141
- Die Papsturkunde [ erste urkundliche Erwähnung Kneblinghausens ], in: 800 Jahre Kneblinghausen 1183-1983 (Festschrift), Lippstadt 1983 S. 2 ff
- Der Ort Kneblinghausen, in: 800 Jahre Kneblinghausen 1183–1983 (Festschrift), Lippstadt 1983 S. 9–11
- Die Römer und das Lager bei Kneblinghausen, in: 800 Jahre Kneblinghausen 1183–1983 (Festschrift), Lippstadt 1983 S. 12–15
- Der Überfall durch die Rietbergischen, in: 800 Jahre Kneblinghausen 1183–1983 (Festschrift), Lippstadt 1983 S. 16–18
- Die Hexenverfolgung, in: 800 Jahre Kneblinghausen 1183–1983 (Festschrift), Lippstadt 1983 S. 19–22
- Schützen unterm Hakenkreuz, in: Reinhard Laumanns (Hrsg.): Lippstädter Heimatblätter, ZDB-ID 631644-X, Nr. 64 (1984), S. 139 ff
- „Rarus Sculptor“ – der Barockbildhauer Paul Gladbach, in: Kreis Soest (Hrsg.): Kalender des Kreises Soest, Soest 1988, ZDB-ID 619151-4, S. 86 ff
- (mit Friedhelm Sommer): Bier und Branntwein in Rüthen, in: Schieferbergbau- u. Heimatmuseum Schmallenberg-Holthausen (Hrsg.): Brauen und Brennen im kurkölnischen Sauerland, Fredeburg 1991, S. 189 ff
- Eduard Bufé – 1898–1982 – Zeichner, Maler, Kunsterzieher, Architekt, in: Briloner Heimatbund (Hrsg.): Briloner Heimatbuch, Nr. 2 (1992), ZDB-ID 1106076-1, S. 58 ff
- Die „Dingbuche“ am „Dreiländereck“ zwischen Rüthen, Brilon und Büren, in: Kreis Soest / Kulturamt (Hrsg.): Blätter zur Heimatkunde des Kreises Soest, ZDB-ID 1284460-3, Nr. 2 (1992), Zählung 5, S. 1–6: III
- Anno 1683 – Die Steinmetze im Herzogtum Westfalen erhalten eine neue Zunftordnung, in: Kreis Soest (Hrsg.): Kalender des Kreises Soest, Soest 1994, ZDB-ID 619151-4, S. 43 ff
- Lobetag in Rüthen, in: Kreis Soest (Hrsg.): Kalender des Kreises Soest, Soest 1996, ZDB-ID 619151-4, S. 50 ff
- Wo Hopfen und Malz verloren waren [zum Brauhandwerk in Westfalen], in: Kreis Soest (Hrsg.): Kalender des Kreises Soest, Soest 1997, ZDB-ID 619151-4, S. 51 ff
- Von Rüthen ins Erste Deutsche Parlament – die Wahl des Generals v. Radowitz vor 150 Jahren, in: Kreis Soest (Hrsg.): Kalender des Kreises Soest, Soest 1998, ZDB-ID 619151-4, S. 85 ff
- „Er hat viel geschrieben, besonders gegen die Protestanten“ – Kaspar Ulenberg vor 450 Jahren in Lippstadt geboren, in: Kreis Soest (Hrsg.): Kalender des Kreises Soest, Soest 1998, ZDB-ID 619151-4, S. 94 ff
- Rüthen – ein Rundgang durch die ehemals kurkölnische Bergstadt, in: Bockhorst, Wolfgang u. a.: Geschichte der Stadt Rüthen, Paderborn 2000, Reihe: Studien und Quellen zur westfälischen Geschichte Nr. 37, ZDB-ID 503931-9, S. 49–62
- (mit Hans-Günther Bracht): Von der Deutschen Oberschule in Aufbau-Form zum Friedrich-Spee-Gymnasium. 75 Jahre höhere Schule in Rüthen, in: Reinhard Laumanns (Hrsg.): Lippstädter Heimatblätter, ZDB-ID 631644-X, Nr. 81 (2001), S. 121 ff
- Das Rüthener Friedhofsportal von 1684 [von Ambrosius von Oelde], in: Reinhard Laumanns (Hrsg.): Lippstädter Heimatblätter, ZDB-ID 631644-X, Nr. 82 (2002), S. 187 ff
- Der „Judenhagen“ in Rüthen: „wichtiger als eine Synagoge“, in: Kreis Soest (Hrsg.): Kalender des Kreises Soest, Soest 2003, ZDB-ID 619151-4, S. 76 ff
- (mit Hartmut Platte): „Der Charme des grünen Sandsteins“ [ Sandstein als Baumaterial im Herzogtum Westfalen ], in: Westfälischer Heimatbund (Hrsg.): Jahrbuch Westfalen, ZDB-ID 798049-8, Neue Folge Nr. 57 (2003), S. 160ff
- Melchior Ludolf Herold zum 250. Geburtstag – Die Schulleiterin „muss eine geborene Westfälin – niemals aber eine Witwe sein!“, in: Reinhard Laumanns (Hrsg.): Lippstädter Heimatblätter, ZDB-ID 631644-X, Nr. 84 2004, S. 1 ff
- Werler Erbsälzer kommt nach Rüthen, in: Reinhard Laumanns (Hrsg.): Lippstädter Heimatblätter, ZDB-ID 631644-X, Nr. 85 (2005), S. 126 ff
- Zur Mühle vor dem Schneringer Tor, in: Kreis Soest (Hrsg.): Kalender des Kreises Soest, Soest 2006, ZDB-ID 619151-4, S. 64 f
- Die gräflich Rietbergische Mühle in Oestereiden, in: Kreis Soest (Hrsg.): Kalender des Kreises Soest, Soest 2006, ZDB-ID 619151-4, S. 65 ff
- Wappen der Gemeinde Westereiden, in: Festschrift zur 750-Jahr-Feier der Gemeinde Westereiden, Warstein-Belecke 2006, S. 10
- Original der Urkunde [ aus dem Kloster Oelinghausen von 1256 ] im Staatsarchiv Münster [ Ersterwähnung Westereidens ], in: Festschrift zur 750-Jahr-Feier der Gemeinde Westereiden, Warstein-Belecke 2006, S. 8 f.
- Auf den Spuren der Hanse in Rüthen, in: Reinhard Laumanns (Hrsg.): Lippstädter Heimatblätter, ZDB-ID 631644-X, Nr. 87 (2007), S. 65 ff
- Geld aus dem Rüthener Land für Dänenkrieg der Hansestädte, in: Reinhard Laumanns (Hrsg.): Lippstädter Heimatblätter, ZDB-ID 631644-X, Nr. 87 (2007), S. 88 ff
- Lob für die Geseker – Spott für die Hessen. Ein rätselhaftes Gedicht bei Pater Jodocus Mattenklodt, in: Kreis Soest (Hrsg.): Kalender des Kreises Soest, Soest 2008, ZDB-ID 619151-4, S. 84 ff
- Xerxes [ von Westrem ] und Schloss Körtlinghausen, in: Kreis Soest (Hrsg.): Kalender des Kreises Soest, Soest 2009, ZDB-ID 619151-4, S. 41 ff
- „Großer Hof mit dem Steinhaus“ – Das Haus Menzel, in: Kreis Soest (Hrsg.): Kalender des Kreises Soest, Soest 2009, ZDB-ID 619151-4, S. 47 ff
- Zur Geschichte des Orgelprospekts in der Soester St. Pauli-Kirche, in: Kreis Soest (Hrsg.): Kalender des Kreises Soest, Soest 2015, ZDB-ID 619151-4, S. 52 ff